# Dave Thomas (empresario)
Rex David Thomas (Atlantic City, Nueva Jersey; 2 de julio de 1932-Fort Lauderdale, Florida; 8 de enero de 2002) fue un empresario, filántropo y magnate de la comida rápida estadounidense. Fue el fundador y director ejecutivo de la cadena de restaurantes de comida rápida especializada en hamburguesas Wendy's.En este rol, obtuvo popularidad por aparecer en más de 800 anuncios comerciales de la cadena entre 1989 y 2002,más que cualquier otro fundador de empresas en la historia de la televisión.

## Primeros años y educación
Nació el 2 de julio de 1932 en Atlantic City, Nueva Jersey. El nombre de su padre biológico era Sam y el de su madre biológica era Molly. Fue adoptado entre seis semanas y seis meses después por Rex y Auleva Thomas, y ya como adulto se convirtió en un bien conocido defensor de la adopción, creando la Dave Thomas Foundation for Adoption(Fundación Dave Thomas para la adopción). Luego del fallecimiento de su madre adoptiva cuando él tenía cinco años de edad, su padre se mudó por todo el país en búsqueda de trabajo. Thomas pasó parte de los primeros años de infancia cerca de Kalamazoo, Míchigan, junto a su abuela, Minnie Sinclair, a quien Thomas le atribuye haberle enseñado la importancia del servicio, del buen trato y del respeto a los demás, lecciones que lo ayudaron en su futura vida empresarial.
A los 12 años, Thomas tuvo su primer trabajo en Regas Restaurant, un restaurante de alta cocina ubicado en el centro de Knoxville, Tennessee, perdiendo el puesto luego de una disputa con su jefe. Thomas juró no volver a perder otro trabajo. Décadas más tarde, Regas instaló un gran cartel autografiado de Thomas justo al interior de la entrada del restorán, el cual permaneció hasta que el negocio cerró en 2010. A los 15 años, y tras mudarse con su padre, Thomas ya trabajaba en el restaurante Hobby House en Fort Wayne, Indiana. Cuando su padre preparó decidió mudarse nuevamente, Thomas optó por quedarse en Fort Wayne y abandonó la escuela secundaria para trabajar a tiempo completo en el restaurante. Thomas, quien consideró que no terminar sus estudios completos fue el mayor error de su vida, no se graduó de la escuela secundaria hasta 1993, cuando obtuvo un General Educational Development (GED).
Posteriormente se convirtió en un defensor de la educación y fundó el Centro de Educación Dave Thomas en Coconut Creek, Florida que ofrece clases de GED para adultos jóvenes.

## Carrera profesional

### Ejército
En 1950, y tras estallar la guerra de Corea, en lugar de esperar el reclutamiento, Thomas se ofreció como voluntario para el Ejército de los Estados Unidos a sus 18 años, para tener alguna opción en las asignaciones. Con experiencia en la producción y el servicio de alimentos, Thomas solicitó la Escuela Cook's and Baker's en Fort Benning, Georgia. Fue enviado a Alemania Occidental como sargento de comedor y fue responsable de las comidas diarias de 2000 soldados, ascendiendo al rango de sargento de personal. Fue dado de baja en 1953, y luego de eso regresó a Fort Wayne y al restaurante Hobby House.

### En la comida rápida

#### Kentucky Fried Chicken
A mediados de la década de 1950, el fundador de Kentucky Fried Chicken (KFC), el coronel Harland Sanders, llegó a Fort Wayne con la esperanza de encontrar restauradores (empresarios del rubro de restaurantes) que tuvieran negocios establecidos a quienes les pudiera tratar de vender franquicias de KFC. En un inicio, Thomas –que era el jefe de cocina de un restaurante– y la familia Clauss rechazaron la oferta de Sanders, pero Sanders insistió y finalmente la familia Clauss franquició su restaurante con KFC; más tarde también fueron propietarios de muchas otras franquicias de KFC en el Medio Oeste de Estados Unidos. Durante este tiempo, Thomas trabajó con Sanders en numerosos proyectos de mejoras, para hacer que KFC fuera más rentable y que obtuviera reconocimiento de marca. Entre otras ideas, Thomas sugirió que KFC redujera la cantidad de elementos en el menú y en cambio, se concentrara en un plato exclusivo; también propuso que KFC hiciera comerciales en los que Sanders apareciera en persona. Thomas fue enviado por la familia Clauss a mediados de la década de 1960 para ayudar a mejorar cuatro de sus tiendas KFC con problemas en Columbus, Ohio.
Para 1968, Thomas había aumentado tanto las ventas en esos cuatro restaurantes de pollo frito que vendió su participación en ellos a Sanders por más de $ 1.5 millones de dólares. Esta experiencia sería invaluable para Thomas cuando fundó Wendy's aproximadamente un año después.[cita requerida]

#### Arthur Treacher's
Después de desempeñarse como director regional de Kentucky Fried Chicken, Thomas pasó a formar parte del grupo inversor que fundó la cadena de comida rápida marina Arthur Treacher's. Su participación en dicho restaurante duró menos de un año antes de fundar Wendy's.

#### Wendy's

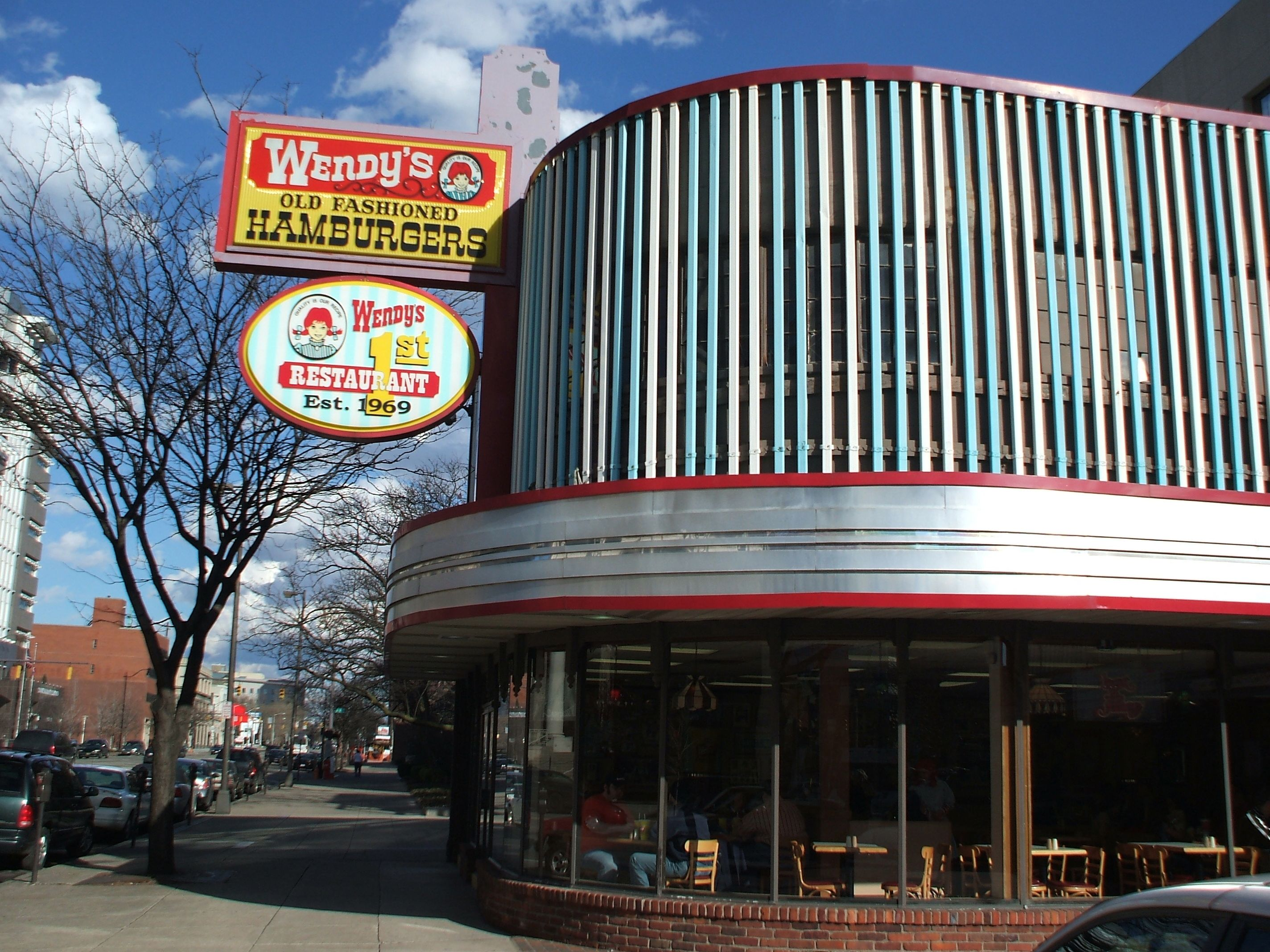
El primer restaurante de Wendy's, en Columbus, Ohio, abierto en 1969 y cerrado en 2007.

Thomas abrió el primer Wendy's en Columbus, Ohio, el 15 de noviembre de 1969. El restaurante original estuvo en operaciones hasta el 2 de marzo de 2007, cuando se cerró debido a una baja constante en las ventas. Thomas nombró al restaurante en honor a su hija Melinda Lou, en ese entonces de 8 años de edad, cuyo apodo era "Wendy", debido a la incapacidad de ella de decir su propio nombre a su corta edad. Según Bio TV, Dave afirma que la gente apodó a su hija "Wenda. No Wendy, sino Wenda. 'Voy a nombrarla Wendy's Old Fashioned Hamburgers'". Antes de su fallecimiento en 2002, Thomas admitió que estaba arrepentido de haber nombrado a la franquicia en honor a su hija y señaló que "debería haberle puesto mi nombre, porque ejercía mucha presión sobre [ella]".
En 1982, Thomas renunció a sus tareas diarias en Wendy's. No obstante, en 1985, varias decisiones corporativas de la empresa, entre ellas, un extraño nuevo menú de desayuno y la pérdida de reconocimiento de la marca debido a fallidas prácticas de marketing, llevaron que el nuevo presidente de la compañía instara a que Thomas volviera a tener un papel más activo en Wendy's. Thomas comenzó a visitar franquicias y adoptar su actitud trabajadora. En 1989, asumió un importante papel como vocero en televisión en una serie de anuncios publicitarios para la cadena. Thomas no era un actor natural, e inicialmente, sus actuaciones fueron criticadas por críticos publicitarios como rígidas e ineficaces.
En 1990, después de los esfuerzos de la agencia publicitaria de Wendy's, Backer Spielvolgel Bates, para colocar humor en la campaña, se tomó la decisión de retratar a Thomas de una manera más humilde y campechana, lo que resultó mucho más popular en las audiencias de prueba. El reconocimiento de marca entre los consumidores de Wendy's eventualmente recuperó niveles que no se habían alcanzado desde la popular campaña "Where's the beef?" protagonizada por la octogenaria Clara Peller en 1984.
Con su estilo natural modesto y una actitud relajada, Dave Thomas se convirtió rápidamente en un nombre familiar. Una encuesta de la empresa durante la década de 1990, década en la cual Thomas protagonizó todos los comerciales de Wendy's transmitidos, indicó que el 90 % de los estadounidenses sabía quién era Thomas. Después de más de 800 comerciales, se demostró que Thomas jugó un papel importante en el estatus de Wendy's como el tercer restaurante de hamburguesas más popular en Estados Unidos.
En 1994, Thomas hizo un cameo como él mismo en Bionic Ever After?, una película para televisión de reunión basada en las series The Six Million Dollar Man y The Bionic Woman.

#### Escuela de Wellington
En 1982, Thomas junto a un consorcio de empresarios crearon y lanzaron la primera escuela mixta e independiente, The Wellington School, en Upper Arlington, Ohio. Los empresarios pasaron tres años refinando planes, recaudando dinero, buscando una propiedad y reclutando maestros y estudiantes. La escuela abrió con 137 estudiantes y 19 empleados como la primera escuela independiente mixta en el área metropolitana de Columbus. La primera promoción que se graduó fue en 1989 con 32 estudiantes. En 2010, se inauguró el nuevo edificio de 76 000 pies cuadrados. En 2012, comenzó el programa preescolar Little Jags para niños de 3 años.

## Vida personal
Dave Thomas era cristiano. Estuvo casado durante 47 años con Lorraine Thomas y formó una familia con ella en Upper Arlington, Ohio. Además de Melinda, tenían tres hijas más, Pam, Lori y Molly, y un hijo, Kenny. Kenny murió en 2013, y las hijas han continuado siendo propietarias y administran varias ubicaciones de Wendy's. Thomas fundó la cadena Sisters Chicken and Biscuits en 1978, nombrada en referencia a sus otras tres hijas.
Thomas había estado afectado por un tumor neuroendocrino carcinoide durante una década, antes de que hiciera metástasis en su hígado. Falleció el 8 de enero de 2002 en su casa de Fort Lauderdale, Florida, con 69 años de edad. Fue enterrado en el cementerio Union en Columbus, Ohio. En el momento de su muerte, había más de 6000 restaurantes Wendy's operando en América del Norte.

## Premios y reconocimientos
En 1979, Thomas recibió el premio Horatio Alger por su éxito con Wendy's, que en ese entonces había alcanzado ventas anuales de mil millones de dólares con las franquicias. 
En 1980, Thomas recibió el premio Golden Plate Award de la American Academy of Achievement. 
Thomas, al darse cuenta de que teniendo éxito siendo un desertor de la escuela secundaria, podría convencer a otros adolescentes de abandonar la escuela (algo que más tarde afirmó que fue un error), se convirtió en estudiante de la escuela la escuela secundaria Coconut Creek. Obtuvo un GED en 1993. Thomas fue incluido en el Salón de la Fama Empresarial de Estados Unidos de Junior Achievement en 1999.
Thomas fue coronel honorario de Kentucky, al igual que el exjefe el coronel Sanders.
Recibió póstumamente la Medalla Presidencial de la Libertad en 2003.
Thomas fue criado como Maestro Masón en Sol. D. Bayless Lodge No. 359 de Fort Wayne, Indiana, y se convirtió en Mason 32°, NMJ, el 16 de noviembre de 1961, en los Cuerpos del Rito Escocés de Fort Wayne. Se afilió a los Cuerpos del Rito Escocés de Miami, Florida el 18 de diciembre de 1991; fue investido con el Rango y la Condecoración de Caballero Comandante de la Corte de Honor el 13 de noviembre de 1993 en Jacksonville, Florida; y fue coronado como Inspector General Honorario, SJ, el 25 de noviembre de 1995, en Atlanta, Georgia, y elegido por unanimidad para el más alto honor del Rito Escocés, la Gran Cruz, por el Consejo Supremo, 33°, en Sesión Ejecutiva el 3 de octubre de 1997, en Washington D. C.
Un pequeño bloque triangular, las calles circundantes y el patrón de tráfico en el cuadrante noreste de Washington D. C. se le conocen extraoficialmente, en el área del D.C., como Dave Thomas Circle, debido a la presencia de una franquicia de Wendy's y su estacionamiento en ese sector durante mucho tiempo.